# جسر الحزام الصغير الجديد
جسر الحزام الصغير الجديد (بالدنماركيّة: Nye Lillebæltsbro) هو جسر مُعلَّق مُخصَّص للمركبات، يحمل جزءًا من الطريق الأوروبي E20 بستّة مسارب. يقطع مضيق الحزام الصغير في بحر البلطيق بين كل من يوتلاند وجزيرة فين في الدنمارك. يُعتبر منذ افتتاحه عام 1970 أحد أطول الجسور المُعلَّقة في العالم.
تم بناء الجسر لتخفيف الازدحام على جسر الحزام الصغير القديم المجاور بسبب ازدياد حركة المرور بين يوتلاند وفين، حيث أصبح الجسر القديم يُستخدم فقط لحركة القطارات بالمنطقة. يحتوي الجسر على تقنيّة التدفئة الذاتيّة لسطح الطريق، لذلك يمكن أن يبقى خالٍ من الجليد والثلوج في فصل الشتاء. لا توجد أي رسوم على عبور هذا الجسر.

## التصميم والإنشاء
صممّ الجسرَ المعمارُ الدنماركيُ أورلا مولغارد نيلسن، وقد تم البدء بأعمال البناء عام 1965 واستمرت لخمسة أعوام، حيث افتتحه فريدريك التاسع ملك الدنمارك في 21 تشرين الأول/ أكتوبر 1970. يُعتبر الجسر أحد أطول الجسور المُعلَّقة في العالم حسب طول البحر (أطول قطعة بين الركائز) البالغ 600 مترًا، ويبلغ طوله الإجمالي 1,700 مترًا وعرضه 33.3 مترًا.

## صور

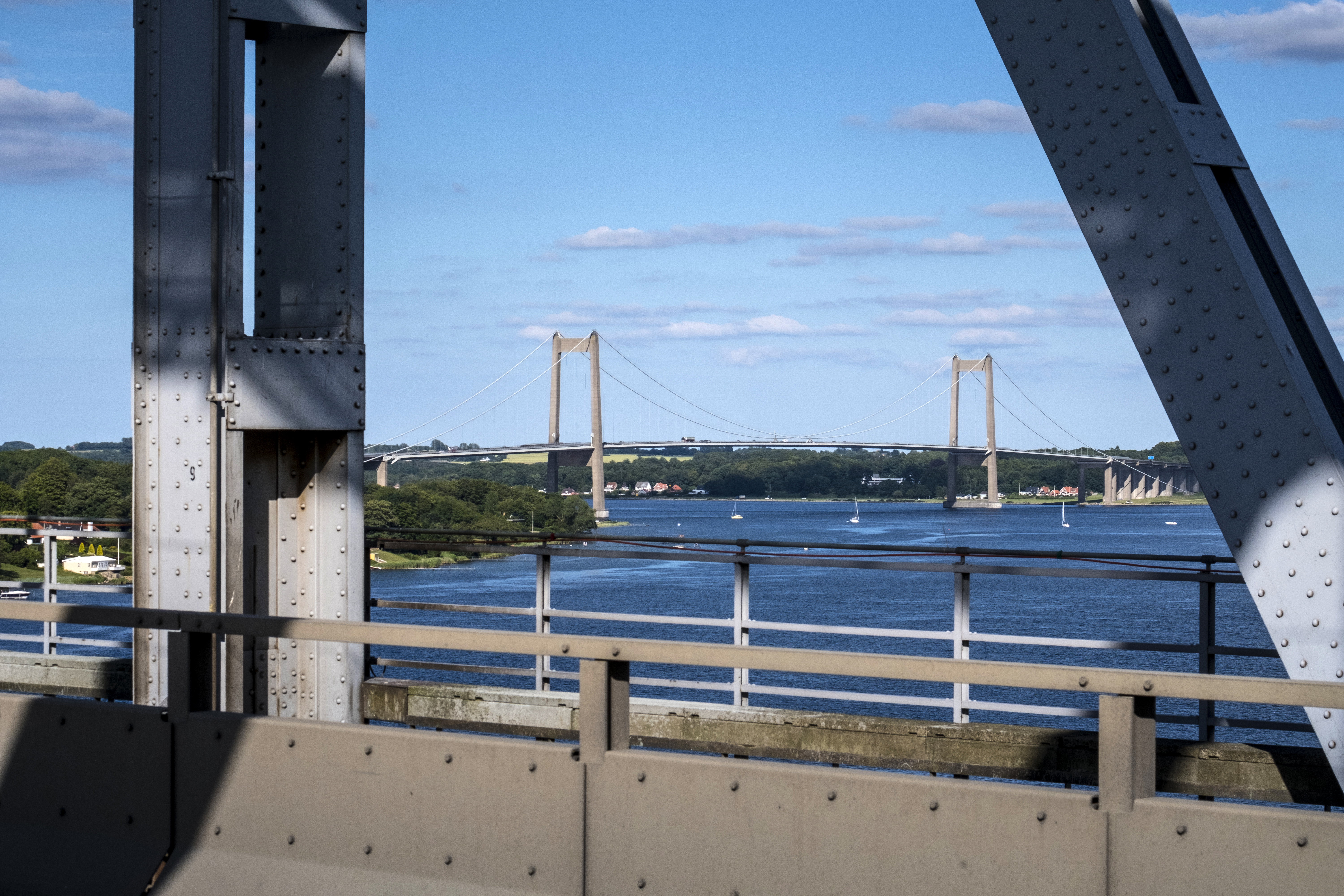
الجسر من جهة الجسر القديم
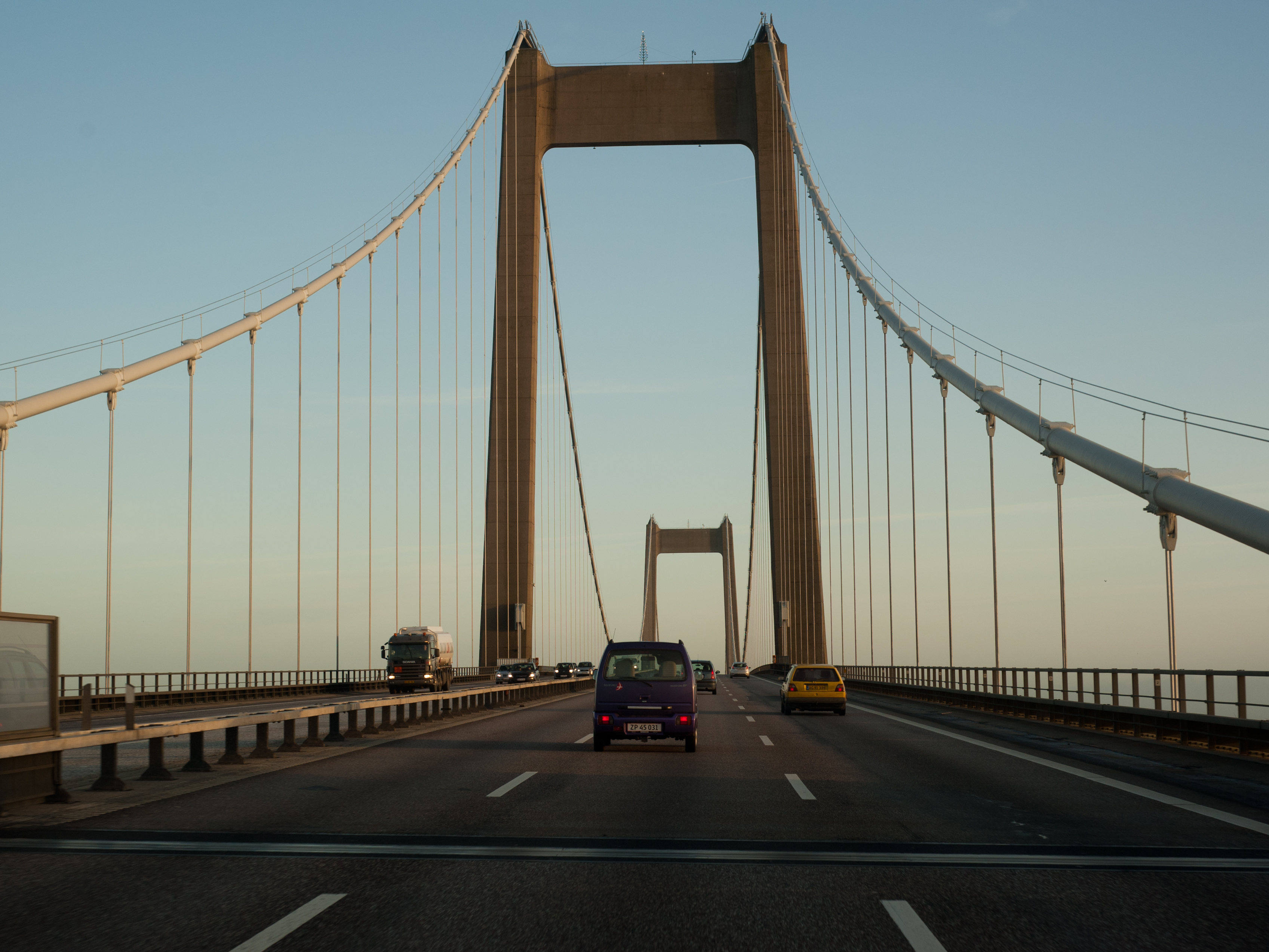
عبور الجسر
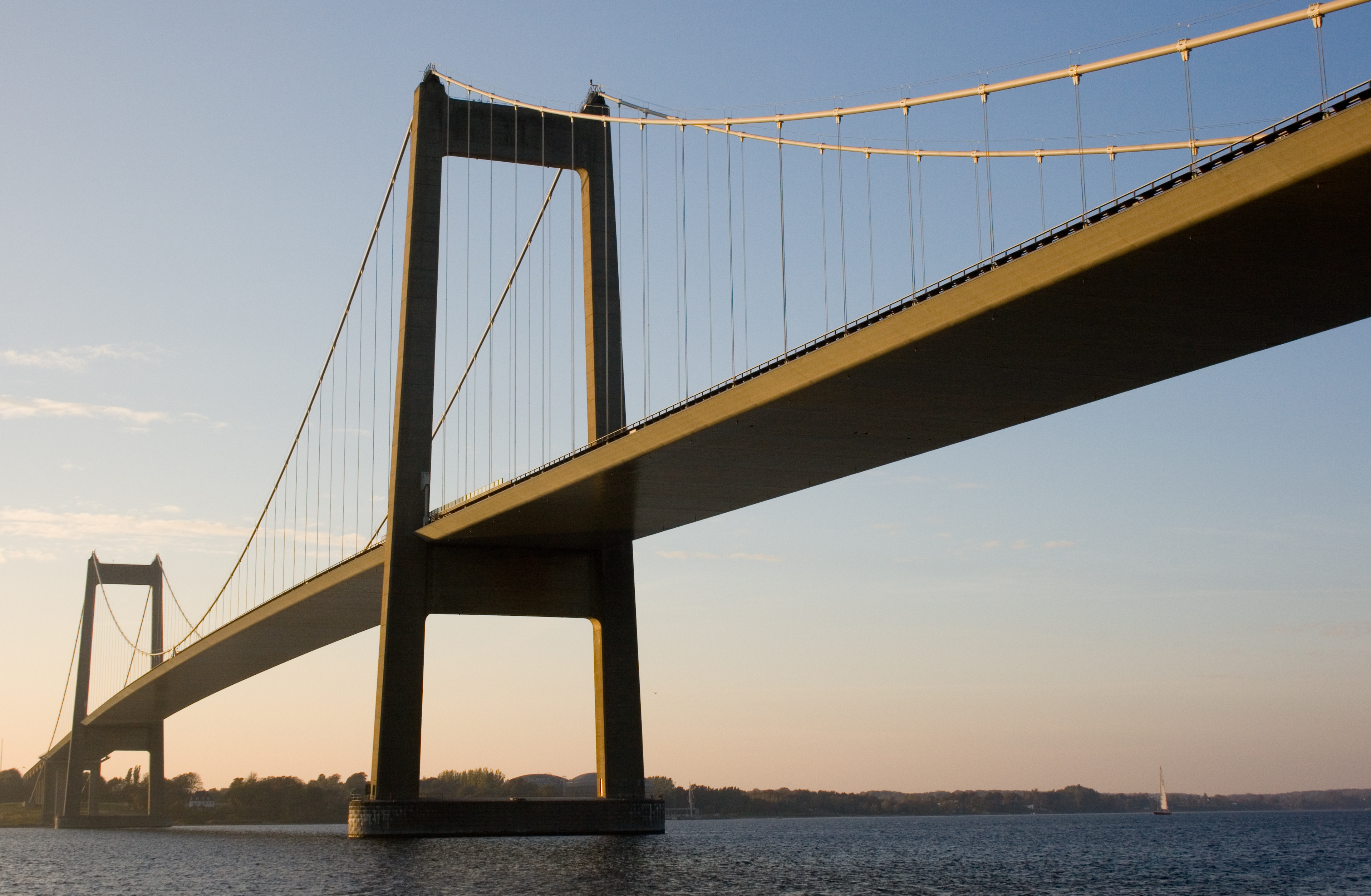
قواعد الجسر من الأسفل

## وصلات خارجية
- صورة جويّة للجسر في الدنمارك، ويكيمابيا
- جسر الحزام الصغير الجديد
- التصوير المباشر من الجسر
- جسر الحزام الصغير الجديد  على موقع ستركتر